# Миодраг Јокић
Миодраг Јокић (Доња Топлица 25. фебруар 1935 — 22. октобар 2022) био је вицеадмирал ЈНА. Хашки трибунал осудио га је на 7 година затвора због убиства, окрутног поступања, напада на цивиле, девастације, противправних напада на цивилне објекте, уништавања или намјерног оштећења институција у Дубровнику током блокаде.

## Биографија
Јокић је рођен 25. фебруара 1935. године у месту Доња Топлица, делу села Доњи Мушић, у општини Мионица у Србији. Школовао се у Југословенској војно-поморској академији. Године 1991, после вишегодишњег официрског службовања, унапређен је у вицеадмирала, а затим у команданта 9. ВПС Ратне морнарице Југославије. Након што је Хрватска те године прогласила независност од Југославије, Југословенска војска је извршила инвазију на подручје Дубровника и започела тромесечну опсаду како би ту територију задржала под југословенском контролом. Опсада је пропала и војска је морала да се повуче, док је међународна заједница осудила нападе.
2001. године, Хашки трибунал је оптужио Јокића, Павла Стругара, Милана Зеца и Владимира Ковачевића по неколико тачака. То је укључивало кршење обичаја ратовања и нападе на УНЕСКО баштину у Старом граду. Стругар и Јокић су се добровољно предали суду, поставши први грађани Србије или Црне Горе који су то учинили. Његова предаја изазвала је протесте у Србији.
Јокић се 1. априла 2003. године изјаснио кривим по шест тачака друге оптужнице, тако да суђење није било потребно. Он је признао кривицу и изразио кајање за своје поступке у Дубровнику.
Преминуо је у суботу, 22. октобра 2022. године.